# Пйотр Жила
Пйотр Павел Жила (пол. Piotr Paweł Żyła) — польський стрибун з трампліна, триразовий чемпіон світу, багаторазовий призер світових першостей, призер чемпіонатів звіту з польотів на лижах. 
Чемпіоном світу Жила став у командних змаганнях на великому на світовій першості 2017 року, що проходила в Лагті. Першу особисту золоту медаль чемпіона світу він виборов на нормальному трампліні в Оберстдорфі в 2021 році.